# Кварталы 4, 5, 6 и 21 Фряновского лесничества
 Кварталы 4, 5, 6 и 21 Фряновского лесничества  — государственный природный заказник регионального значения.

## География
Расположен на северо-востоке Московской области России, в северной части Щёлковского района, северо-западнее деревни Бобры Городского поселения Фряново. Находится в переходной зоне между Клинско-Дмитровской грядой (являющейся частью Смоленско-Московской возвышенности) и Мещёрской низменностью относящейся к Восточно-Европейской равнине. Заповедник организован на четырёх кварталах № 4,5,6,21 Фряновского участка Московского учебно — опытного лесничества, границы памятника природы совпадают с границами кварталов.
На территории заказника присутствуют дерново-подзолистые почвы слабоглееватые, а также глееватые и глеевые, а по берегам р. Мележа аллювиальные луговые кислые.
Общая площадь особо охраняемой природной территории — 402 га.

## Гидрография
По территории заказника протекает река Мележа — левый приток реки Шерны, которая, в свою очередь, является левым притоком Клязьмы, относящейся к Окскому бассейновому округу .

## История
В некоторых источниках упоминается как природный заказник «Флора». Создан Решением исполнительного комитета Московского областного Совета народных депутатов от 24.12.1987 № 1699/38.
Распоряжением министерства экологии и природопользования Московской области от 11.02.2008 № 13-РМ утверждены акты инвентаризации.
Постановлением Правительства Московской области от 11 февраля 2009 года № 106/5 утверждена Схема развития и размещения особо охраняемой природной территории.
Осуществляет федеральный государственный лесной надзор (лесная охрана) Государственное казенное учреждение Московской области «Мособллес».

## Описание
Заказник по типу комплексный, ботанический, типичный участок соснового и елового лесов с неморальными элементами, охраняемые объекты лесные фитоценозы; редкие виды растений.

## Топографические карты
- Лист карты O-37-XXXIII Загорск. Масштаб: 1 : 200 000. Состояние местности на 1984 год. Издание 1986 г.
- Лист карты O-37-137 Загорск. Масштаб: 1 : 100 000. Состояние местности на 1984 год. Издание 1985 г.

## Галерея

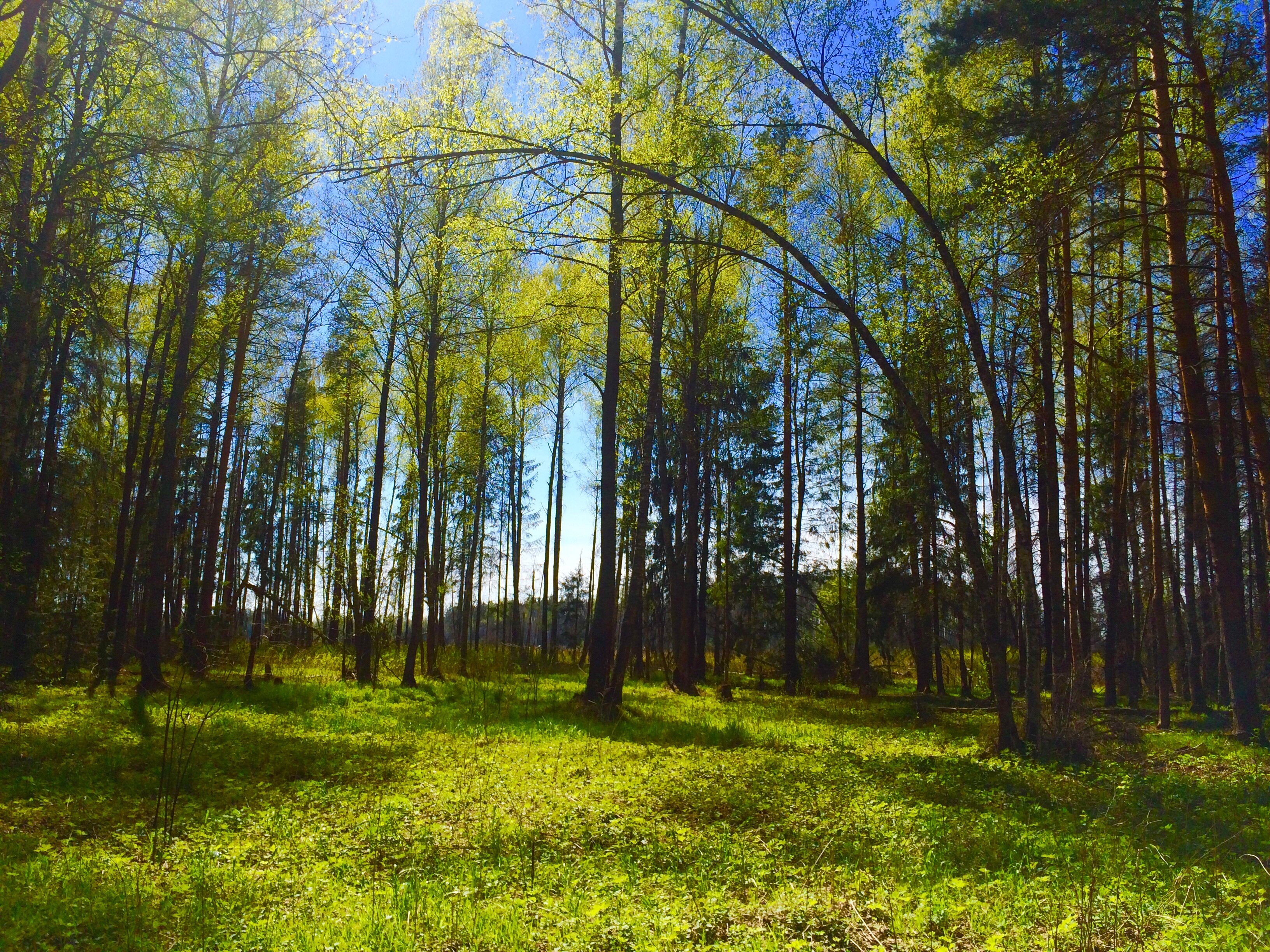
Лесная опушка